# منتخب إسكتلندا لسباعيات الرغبي للسيدات
منتخب اسكتلندا الوطني لسباعيات الرغبي للسيدات هو ممثل إسكتلندا الرسمي في المنافسات الدولية في سباعيات الرغبي للسيدات.

## وصلات خارجية
- الموقع الرسمي